# Lanús
Lanús är en stad i den argentinska provinsen Buenos Aires belägen i den södra delen av Buenos Aires storstadsområde. Befolkningen uppgick till 212 152 enligt folkräkningen 2001. Staden är huvudort i Partido de Lanús med 453 000 invånare (2001). Lanús har en betydande industrisektor.

## Historia
Lanús blev en självständig enhet först 1944, innan dess tillhörde staden och området omkring Avellaneda. Sitt nuvarande namn fick Lanús 1955 och namnet kom av järnvägsstationen Lanús som byggdes på 1860-talet på mark som donerades av Juan och Anacarsis Lanús. Det tidigare lantliga området har i takt med Buenos Aires tillväxt och utbredningen helt absorberats av Buenos Aires och utgör nu en del av de södra förorterna. Lanús är idag ett av de tätast befolkade områdena i Buenos Aires och har en stor industri. Bland annat produceras papper, ammunition och livsmedel.

## Idrott
Staden är hem för fotbollsklubben Club Atlético Lanús som grundades 1915 och som under senare hälften av 00-talet har etablerat sig i toppen av den argentinska ligan. Klubben blev argentinska mästare 2007. Den argentinska fotbollsspelaren Diego Armando Maradona är född i Lanús, men inledde sin karriär i Argentinos Juniors.

## Bilder

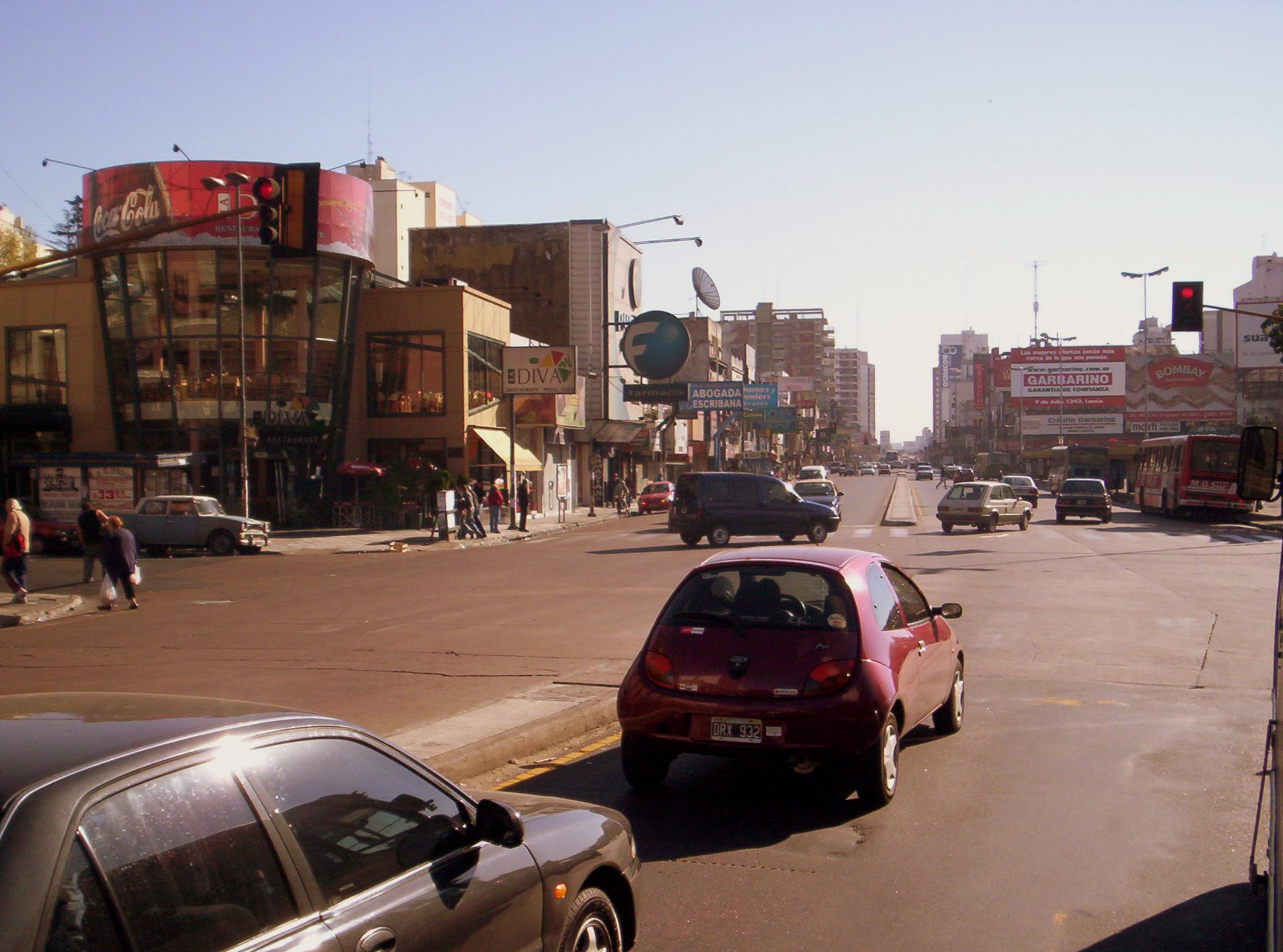
25 mayo-avenyn
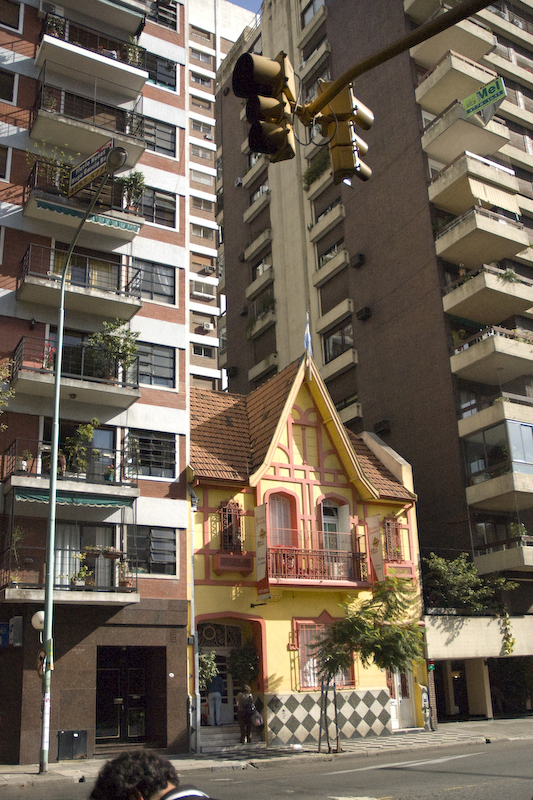
Byggnader i Lanús
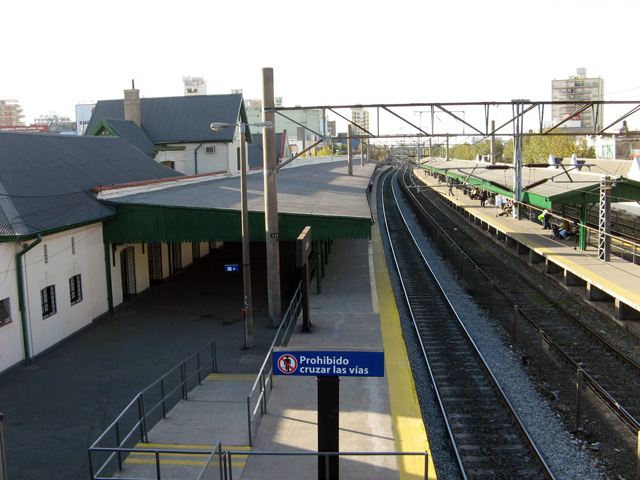
Lanús järnvägsstation